# Nicolas d'Andoque
Nicolas d’Andoque de Sériège, né le 21 février 1931 dans le 7e arrondissement de Paris et mort le 24 mars 2018 à Narbonne,, est issu d’une famille de collectionneurs d'art et mécènes. Il a présidé de 1982 à 2014 aux destinées de l'ancienne abbaye cistercienne de Fontfroide à Narbonne, monument historique et site naturel majeur en Languedoc-Roussillon.

## L'Algérie et les Harkis
Il est officier responsable de SAS (section administrative spécialisée) en Algérie de 1955 à 1962. Il s’occupe de rapatrier des Harkis de Tizi N’Tela, Bou Nouh et Pirette. Puis en France il aidera à leur insertion prenant leur défense notamment avec André Wormser qu’il a connu en Algérie. Cette période algérienne est relatée dans son ouvrage "Guerre et paix en Algérie. L'épopée silencieuse des SAS : 1955-1962".
Directeur de l’usine Cégédur d’Alger, il demeurera à la tête de cette usine encore quatre ans après l’indépendance de l'Algérie.
De retour en France, il mène sa carrière au sein de Péchiney puis à la direction générale du groupe jusqu’en 1991.

## L'abbaye de Fontfroide
En 1982, Nicolas d'Andoque est désigné comme gérant de la SCI de l'ancienne abbaye cistercienne. 
Il fonde l'année suivante l’association des Amis de Fontfroide avec Magdeleine Anglade, André Wormser et Mario d'Angelo, dans le but d’animer le site par des manifestations musicales, artistiques et culturelles. Il obtient également le soutien de Raymond Courrière, président du Conseil départemental de l’Aude.
L’abbaye devient alors le cadre de nombreuses manifestations : concerts, colloques, expositions, classes de maître de violoncelle (sous la direction de Lluis Claret). 
De  1985 à 1995 avec René Koering il met en place un partenariat avec le Festival de Radio France Montpellier donnant lieu chaque année à plusieurs concerts ou représentations lyriques à Fontfroide.
Après un premier concert de Jordi Savall à Fontfroide, Nicolas d’Andoque se lie d’amitié avec le maitre de la musique ancienne et son épouse Montserrat Figueras. Ensemble ils tracent les contours d’un festival à Fontfroide pour lequel Nicolas d’Andoque engage des fonds et trouve des appuis auprès de la ville de Narbonne, de la région et du département. La décision est finalement prise en 2005 de lancer un festival de musique célébrant l’histoire des cultures et des musiques du bassin méditerranéen : « Musique et histoire. Pour un dialogue interculturel ».
Souhaitant garder l’identité monastique de Fontfroide, il favorise les manifestations d'ordre religieux ou de musique sacrée : l’abbatiale (toujours consacrée) reste le cadre de messes et cérémonies religieuses telles que la messe du Père Jean, dernier abbé de Fontfroide (demande de vénérabilité en cours auprès de la Congrégation des Saints à Rome). À partir de 1990, il invite le Chœur grégorien de Paris à venir animer chaque année la semaine sainte.
Responsable du monument et du site historique en tant que gérant de la SCI, Nicolas d'Andoque engage d'importants travaux : réfections des toitures, restauration des vitraux, aménagement  de la cour d'honneur, installation d'un studio d'enregistrement, aménagement du logis pour l'hébergement de groupes, aménagement de la ferme (où sont installés: le nouvel accès à l'abbaye par le public, la boutique, le restaurant "La table de Fontfroide"), restauration du char d'Apollon. Il commande également à Kim En Joong des vitraux pour la chapelle des morts  posés en 2009. 

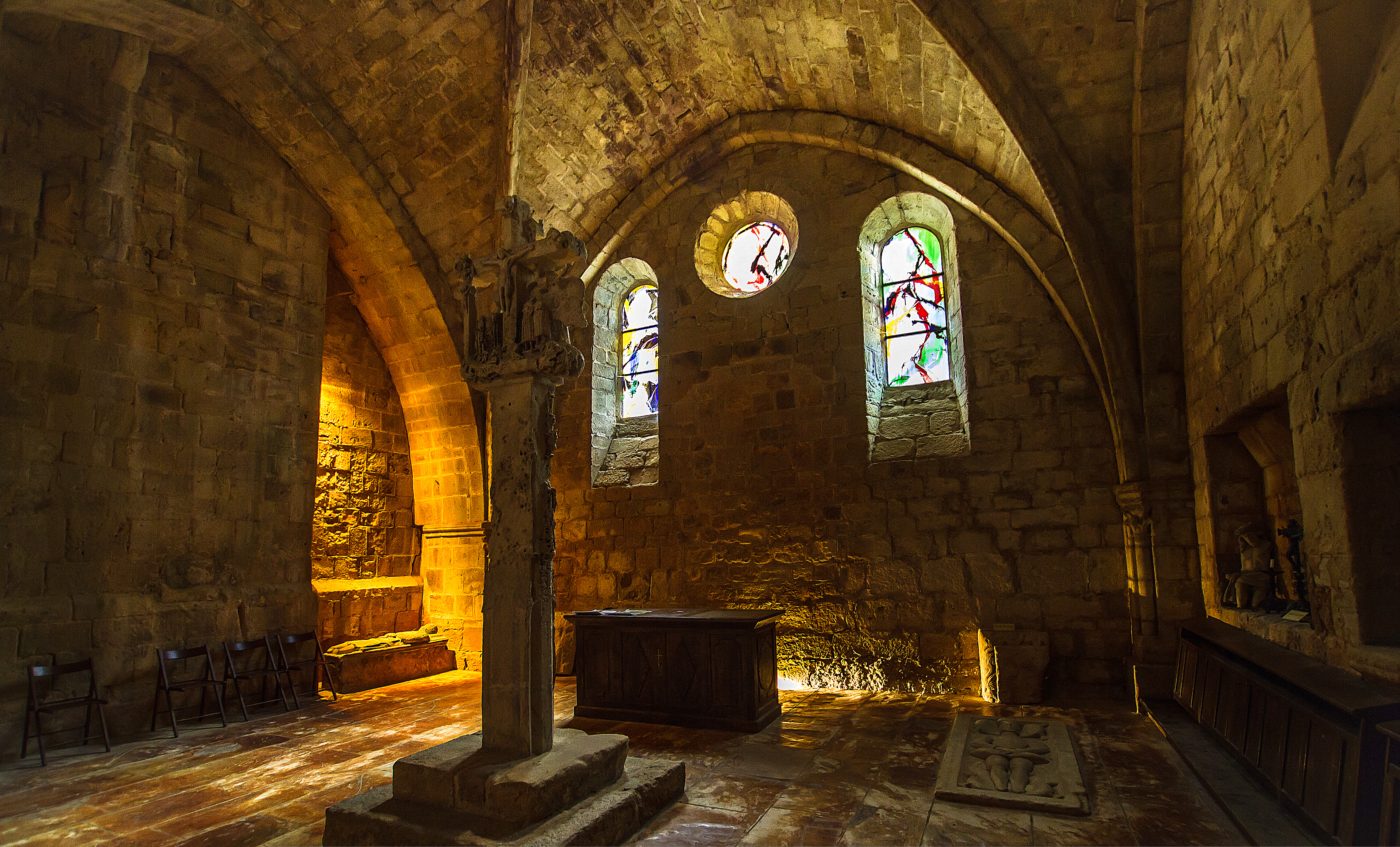
Les vitraux de la chapelle des morts commandés à Kim En Jong (2009).

La roseraie avec 2 500 rosiers est replantée en 1989. Puis de nouveaux jardins sont ouverts en 2005. L'ensemble reçoit le label Jardin remarquable. Désireux de toucher de nouveaux publics, Nicolas d'Andoque lance également la Fête des plantes et du Massif de Fontfroide qui connait rapidement un grand succès populaire.
Nicolas d'Andoque a également été très actif au sein du Réseau européen des abbayes et sites cisterciens.

## Publications
Nicolas d’Andoque est auteur ou coauteur de plusieurs ouvrages :
- Guerre et paix en Algérie. L'épopée silencieuse des SAS : 1955-1962, Paris : Société de production littéraire, 1977.
- (avec Julie Roux et les moines de l'abbaye d'Acey) Les Cisterciens, éd. MSM, 2009. (traduit en anglais, en allemand et en espagnol).
- Ancienne abbaye cistercienne de Fontfroide, Moisenay, éd. Gaud, 2002  (ISBN 2-84080-088-8).
- L'abbaye de Fontfroide au cœur de la lutte contre le catharisme, Moisenay, éd. Gaud, 1998  (ISBN 2-84080-016-0).

## Distinctions
- Officier de la Légion d'honneur
- Commandeur de l'ordre national du Mérite[13].

## Famille et descendance
Nicolas d'Andoque de Sériège appartient à une famille subsistante d'ancienne bourgeoisie.
Il a pour fils le général de brigade Alexandre d'Andoque de Sériège, promu général de division.